# Aruküla (przystanek kolejowy)
Aruküla – przystanek kolejowy w miejscowości Aruküla, w prowincji Harjumaa, w Estonii.
Przystanek znajduje się na szerokotorowej linii kolejowej Tallinn-Tapa, 21 km od dworca kolejowego w Tallinnie.